# Gutenbergova Biblija
Gutenbergova Biblija je tisak prvog prijevoda Biblije na latinski jezik tzv. Vulgata. 
Ta zasluga pripada Johannesu Gutenbergu iz Mainza koji je s radom započeo 1455. godine.
Vjeruje se da je ukupni broj primjeraka Biblije bio oko 180; 45 na pergamentu i 135 na papiru. Prije toga trebalo je oko tri godine da bi se dovršila jedna knjiga, upravo koliko je Gutenbergu trebalo za sve ove primjerke. U svojoj inačici Biblije Gutenberg je koristio iluminacije. Zbog tog ručnog rada može se reći da je svaki primjerak njegove Biblije unikatan.
Biblija je napravljena u dvije inačice: jedna s 42 retka po stranici a druga s 36. Kada se govori o Gutenbergovoj Bibliji misli se obično na onu s 42 retka. Neki stručnjaci, poput Richarda Schwaba i Thomasa Cahila, smatraju da je Biblija s 36 retka starija i da je ona s 42 retka tiskana kasnije. Drugi npr. Richard W. Clement, smatraju da se Biblija s 36 retka po stranici tiskala prvi put 1458., tri godine poslije Biblije s 42 retka, ali je korišten stariji oblik slova.
2003. postojalo je 11 kompletnih primjeraka Gutenbergove Biblije očuvane na pergamentu. Postoji još jedan primjerak Novog zavjeta također na pergamentu. Osim toga postoji još 48 primjeraka otisnutih na papiru. Najviše kopija nalazi se u Njemačkoj: 11 primjeraka. U četiri grada postoje po dva primjerka Parizu, Moskvi, Mainzu i Vatikanu. U London su tri prijmerka Biblije a u New Yorku četiri.

## Mjesta na kojima se čuvaju primjerci Biblije
Belgija (1)
- Bibliotheque Universitaire u Monsu (druga kopija na Leuvensovom sveučilištu je uništena)

Danska (1)
- Det Kongelige Bibliotek u Kopenhagenu

Francuska (3)
- Bibliothèque nationale de France u Parizu (jedan od tri perfektna pergament primjerka)
- Bibliotheque Mazarine u Parizu
- Bibliotheque Municipale u Saint-Omer

Japan (1)
- Svučilište Keiou u Tokijo

Poljska (1)
- Biblioteka Seminarium Duchownego u Pelpinu

Portugal (1)
- Nationalna knjižnica u Lisabonu

Rusija (2)
- Ruska gradska knjižnica u Moskvi
- Sveučilište Lomonosov u Moskvi

Švicarska (1)
- Bibliotheca Bodmeriana u Colognyju

Španjolska (2)
- Biblioteca Universitaria y Provincial u Sevilli
- Biblioteca Pública Provincial u Burgosu

Ujedinjeno Kraljevstvo (8)
- British Library u Londonu
- Lambeth Palace Library u Londonu
- Bodleian Library u Oxfordu
- Cambridge University Library u Cambridgu
- Eton College Library u Etonu
- John Rylands Library u Manchesteru
- National Library of Scotland u Edinburghu

Njemačka (12)
- Gutenberg Museum u Mainzu (2 primjerka)
- Landesbibliothek u Fuldi
- Universitätsbibliothek u Leipzigu
- Niedersächsische Staats-und Universitätsbibliothek u Göttingenu
- Staatsbibliothek u Berlinu
- Bayerische Staatsbibliothek u Münchenu
- Stadt- und Universitätsbibliothek u Frankfurt am Main
- Hofbibliothek u Aschaffenburgu
- Württembergische Landesbibliothek u Stuttgartu
- Stadtbibliothek u Trieru
- Landesbibliothek u Kasselu

SAD (10)
- Library of Congress u Washingtonu
- New York Public Library u New York Cityju
- Pierpont Morgan Library u New York Cityju (jedan primjeran na pergamentu i dva na papiru)
- Harvardovo sveučilište u Cambridge, Massachusetts
- Beinecke Rare Book and Manuscript Library na sveučilištu Yale u New Havenu, Connecticut
- The Scheide Library nq Princeton sveučilištu u Princetonu, New Jersey
- Indiana University Library na Indiana University Bloomington u Bloomingtonu (samo Novi zavjet)
- Harry Ransom Humanities Research Center na University of Texas at Austin u Austinu
- Henry E. Huntington Library u San Marinu, Kalifornija
- Bill Gates (osnivač Microsofta) vlasnik je jednog primjerka kojeg je kupio na aukciji 1994. za 30,8 mil. dolara

Vatikan (2)
- Bibliotheca Apostolica Vaticana (Jedan primjerak na pergamentu i jedan na papiru)

Austrija (1)
- Österreichische Nationalbibliothek u Beču

## Vanjske poveznice
- Treasures in Full: Gutenberg Bible  Arhivirana inačica izvorne stranice od 10. listopada 2013. (Wayback Machine) Gutenbergova Biblija u digitalnom formatu
- Internet stranica teksaškog sveučilišta o Gutenbergovoj Bibliji  Arhivirana inačica izvorne stranice od 16. listopada 2002. (Wayback Machine)
- Intertnet stranicagrada o Gutenbergovoj Bibliji
- Digitalno izdanje